# Parijs-Tours 2003
De 97ste editie van Parijs-Tours werd gehouden op 5 oktober 2003, en maakte deel uit van de strijd om de wereldbeker. De wedstrijd startte in Saint-Arnoult-en-Yvelines en eindigde in Tours. De afstand was 257 kilometer.

## Verloop
Al na drie kilometer ontstond er een kopgroep onder leiding van oud-winnaar Jacky Durand met Lars Michaelsen, Tom Boonen, Sebastian Lang, Daniele Righi, Stefan Kupfernagel en Thomas Liese. De acht mannen reden bijna de gehele koers vooruit. De maximale voorsprong was 5'15" en op 40 kilometer van streep bedroeg de voorsprong nog 2'20".
Het peloton greep de groep uiteindelijk met 14 kilometer te gaan. Een aantal renners waaronder Paolo Bettini probeerden daarna nog weg te rijden, maar geen van hen had succes. Het was Erik Zabel die in de laatste meters over Alessandro Petacchi heen kwam en won.

## Uitslag
| Parijs-Tours 2003 (257 km) |                        |                        |            |
| Plaats                     | Naam                   | Ploeg                  | Tijd       |
| Winnaar                    | Erik Zabel             | Team Telekom           | 5u 24' 55" |
| 2                          | Alessandro Petacchi    | Fassa Bortolo          | z.t.       |
| 3                          | Stuart O'Grady         | Crédit Agricole        | z.t.       |
| 4                          | Baden Cooke            | La Française des Jeux  | z.t.       |
| 5                          | Franck Renier          | Brioches La Boulangère | z.t        |
| 6                          | José Enrique Gutiérrez | Kelme-Costa Blanca     | z.t.       |
| 7                          | Julian Dean            | Team CSC               | z.t.       |
| 8                          | Luca Paolini           | Quick Step             | z.t.       |
| 9                          | Fred Rodriguez         | Vini Caldirola         | z.t.       |
| 10                         | Peter Van Petegem      | Lotto-Domo             | z.t.       |
|                            |                        |                        |            |
| 17                         | Aart Vierhouten        | Lotto-Domo             | z.t.       |

1896 · 
1897-1900 · 
1901 · 
1902-1905 · 
1906 · 
1907 · 
1908 · 
1909 · 
1910 · 
1911 · 
1912 · 
1913 · 
1914 · 
1915-1916 · 
1917 · 
1918 · 
1919 · 
1920 · 
1921 · 
1922 · 
1923 · 
1924 · 
1925 · 
1926 · 
1927 · 
1928 · 
1929 · 
1930 · 
1931 · 
1932 · 
1933 · 
1934 · 
1935 · 
1936 · 
1937 · 
1938 · 
1939 · 
1940 · 
1941 · 
1942 · 
1943 · 
1944 · 
1945 · 
1946 · 
1947 · 
1948 · 
1949 · 
1950 · 
1951 · 
1952 · 
1953 · 
1954 · 
1955 · 
1956 · 
1957 · 
1958 · 
1959 · 
1960 · 
1961 · 
1962 · 
1963 · 
1964 · 
1965 · 
1966 · 
1967 · 
1968 · 
1969 · 
1970 · 
1971 · 
1972 · 
1973 · 
1974 · 
1975 · 
1976 · 
1977 · 
1978 · 
1979 · 
1980 · 
1981 · 
1982 · 
1983 · 
1984 · 
1985 · 
1986 · 
1987 · 
1988 · 
1989 · 
1990 · 
1991 · 
1992 · 
1993 · 
1994 · 
1995 · 
1996 · 
1997 · 
1998 · 
1999 · 
2000 · 
2001 · 
2002 · 
2003 · 
2004 · 
2005 · 
2006 · 
2007 · 
2008 · 
2009 · 
2010 · 
2011 · 
2012 · 
2013 · 
2014 · 
2015 · 
2016 · 
2017 · 
2018 · 
2019 ·
2020 ·
2021 ·
2022 ·
2023 ·
2024 ·